# Tschelkasch
Tschelkasch (russisch Челкаш) ist eine Erzählung des russischen Schriftstellers Maxim Gorki, die 1895 in der Nr. 6 der Zeitschrift Russischer Reichtum erschien. Dieser erste Text Gorkis, der in einer Zeitschrift publiziert wurde, war im Sommer 1894 – auch durch Ermunterung und unter Begutachtung von Korolenko – entstanden. Den Stoff hatte Gorki von einem Landstreicher aus Odessa, seinem Bettnachbarn im Krankenhaus von Nikolajew. 1903 kam in Berlin eine Übertragung ins Deutsche heraus.

## Inhalt
Verächtlich schaut der Erzähler auf den Pulk bienenfleißiger Hafenarbeiter: „Ihr eignes Werk hat sie zu Sklaven gemacht und erniedrigt.“ Endlich nehmen sie sich Zeit für eine Mittagspause.
Grischka Tschelkasch streicht durchs Hafengelände. Wie die meisten Diebe arbeitet Tschelkasch nachts. Der „leidenschaftliche Säufer“ hat also den Vormittag verschlafen und sucht seinen „Mitarbeiter“ Mischka. Er braucht ihn für den nächsten Diebeszug in der kommenden Nacht. Doch Mischka liegt mit zerschmettertem Bein im Krankenhaus. Tschelkasch sucht einen kräftigen jungen Ersatz und findet den herumlungernden Bauern Gawrila. Dieser soll auf dem „Fischzug“ das Boot mit der Beute rudern. Tschelkasch macht Gawrila betrunken und verspricht ihm ein Viertel der Beute. Diebesgut, das für um die fünfhundert Rubel veräußert werden wird, steht zur Debatte. Gawrila könnte die 125 Rubel gut gebrauchen. Für seine „ärmliche Bauernwirtschaft“ könnte er sich zum Beispiel einen kräftigen Ackergaul kaufen. Gawrila will Bauer bleiben und sich keinesfalls als Knecht verdingen. Tschelkasch kann Gawrila verstehen. War er doch selbst Bauer – also „sesshafter Alltagsmensch“ – gewesen, bevor er die Scholle verließ und das Leben des „kecken Abenteurers“ wählte. Ein „elfjähriges Stromerleben“ liegt nach dem Militärdienst hinter dem entgleisten, einsamen Tschelkasch.
Der gestohlene Ballen bringt doch tatsächlich 540 Rubel ein. Tschelkasch gibt Gawrila sofort vierzig Rubel auf die Hand. Am Strand dann kommt es zu einer hitzigen tätlichen Auseinandersetzung. Tschelkasch gibt Gawrila das versprochene Geld. Als er es ihm wieder wegnimmt und in Richtung Hafen losmarschiert, wirft Gawrila seinem Arbeitgeber einen Stein an den Kopf. Der Getroffene, verletzt, behält wutentbrannt nur einen Schein und wirft dem „habgierigen“ Gawrila den Rest hin. Gawrila, der zuvor nach verlorenem Kampfe um Gnade gewinselt hatte, macht sich festen, breiten Schrittes mit fast dem gesamten Gelde davon.

## Rezeption
- Ludwig über Gorkis Mentor Korolenko: „Als Gorki ihm [Korolenko] die Erzählung Tschelkasch brachte, hob er die Fähigkeit hervor, Charaktere zu zeichnen, die Figuren aus sich selbst sprechen zu lassen, sich nicht in ihre Gedanken und Gefühle einzumengen und die Menschen, so wie sie wirklich sind, darzustellen.“[4]
- Tschelkasch gehört zu Gorkis Barfüßler-Geschichten. Tolstoi schreibt am 11. Mai 1901 in sein Tagebuch: „Wir wissen alle, daß die Barfüßer Menschen und unsere Brüder sind, aber wir wissen es theoretisch; er [Gorki] dagegen hat sie uns konkret vor Augen geführt, voller Liebe und uns mit dieser Liebe angesteckt.“[5]
- „Tschelkasch, den die Normen der Gesellschaft, Besitz und Geld gleichgültig lassen“, erweist sich als der moralisch Überlegene.[6]
- Marxistische Zeitgenossen hätten damals Gorki eine nicht ganz zutreffende Zeichnung der russischen Bauernschaft vorgeworfen.[7]

## Deutschsprachige Ausgaben
- Maxim Gorki: Tschelkasch. Bolesy. Lied vom Falken. Deutsch von P. Jakofleff und C. Berger. Mit Buchschmuck von F. O. Behringer. Gnadenfeld & Co., Berlin 1903, 95 Seiten.
- Maxim Gorki: Die Holzflösser und andere Erzählungen. Einzig autorisierte Übersetzung aus dem Russischen von August Scholz. 507 Seiten. Malik-Verlag, Berlin 1926 (Makar Tschudra. Vom Zeisig, der da log, und vom Specht, der die Wahrheit liebte. Jemeljan Piljaj. Großvater Archip und Lenjka. Tschelkasch. Einstmals im Herbst. Das Lied vom Falken. Ein Irrtum. Die alte Isergil. Die Geschichte mit dem Silberschloß. Mein Reisegefährte. Die Holzflößer. Bolek. Im Weltschmerz. Konowalow. Der Chan und sein Sohn. Die Ausfahrt).
- Tschelkasch.[A 2] S. 13–29 in: Maxim Gorki: Ausgewählte Werke: Erzählungen. Märchen. Erinnerungen. SWA-Verlag[A 3], Berlin 1947 (Satz: Dr. Karl Meyer GmbH, Leipzig. Druck: Leipziger Buchdruckerei GmbH, Leipzig).
- Tschelkasch. Deutsch von Georg Schwarz. S. 114–154 in: Maxim Gorki: Erzählungen. Mit einem Vorwort von Edel Mirowa-Florin. Bd. 1 aus: Eva Kosing, Edel Mirowa-Florin (Hrsg.): Maxim Gorki: Werke in vier Bänden. Aufbau-Verlag, Berlin 1977.

Verwendete Ausgabe
- Tschelkasch. Deutsch von August Scholz.[8] S. 343–376 in: Maxim Gorki: Erzählungen. Erster Band. Aufbau-Verlag, Berlin 1953.